# Myriopathidae
Myriopathidae é uma família de coral negro da ordem Antipatharia, classe Anthozoa.

## Géneros
- Antipathella Brook, 1889
- Cupressopathes Opresko, 2001
- Myriopathes Opresko, 2001